# Theretra radiosa
Theretra radiosa là một loài bướm đêm thuộc họ Sphingidae. Nó được tìm thấy ở Papua New Guinea và Queensland.
Adults have brown wings with a darker submarginal band, và a dark dot near the centre of the costa of each forewing.